# Deutsch-tansanische Beziehungen
Die Deutsch-tansanischen Beziehungen sind insbesondere aufgrund der gemeinsamen Geschichte von Bedeutung. Von 1885 bis 1918 war das Festland des heutigen Tansania (ohne Sansibar) als Teil von Deutsch-Ostafrika eine deutsche Kolonie. Im 21. Jahrhundert sind die Beziehungen vor allem von der gemeinsamen Entwicklungspartnerschaft geprägt.

## Geschichte
Im Jahre 1848 entdeckten die deutschen Missionare Johannes Rebmann und Johann Ludwig Krapf als erste Europäer im Auftrag der britischen Church Missionary Society den Kilimandscharo. In den 1850er Jahren begannen das Hamburger Handelshaus Hansing & Co und die Firma O’Swald auf Sansibar tätig zu werden. 1866 heiratete der Kaufmann Rudolph Heinrich Ruete in Aden die omanisch-sansibarische Prinzessin Salme. Im Jahre 1884 erfolgt die Gründung der Deutsch-Ostafrikanischen Gesellschaft durch Graf Behr-Bandelin und Carl Peters. Peters wurde zur treibenden Kraft hinter der deutschen kolonialen Erschließung Ostafrikas und ein Jahr später ließ er sich von Otto von Bismarck und Wilhelm I. Schutzbriefe für seine Erwerbungen in Ostafrika ausstellen. Eine deutsche Flotte unter Befehl von Eduard von Knorr zwang den Sultan von Sansibar zur Anerkennung der deutschen Gebietsansprüche auf dem ostafrikanischen Festland, womit die Kolonie Deutsch-Ostafrika entstand.
Ein Jahr später vereinbarten Großbritannien und das Deutsche Reich mit dem Abschluss eines Vertrages ihre jeweiligen Einflusssphären in Ostafrika, wodurch Deutschland die Kontrolle über den Hafen von Daressalam gewinnen konnte. Nachdem der Kolonialbeamte Emil von Zelewski eine Moschee entweiht hatte, kam es 1888 zu einem Araberaufstand an der Küste, welcher nach der Entsendung deutscher Kolonialtruppen niedergeschlagen wurde. Ein Jahr später wurde der Anführer des Aufstands, Buschiri bin Salim, von den Deutschen hingerichtet. 1891 ging die Verwaltung der Kolonie von der Deutsch-Ostafrikanischen Gesellschaft auf das Deutsche Reich über. Ein Jahr zuvor war der Helgoland-Sansibar-Vertrag unterzeichnet worden, bei dem Deutschland auf weitere Erwerbungen in Ostafrika verzichtete. 1896 kam es zum Britisch-Sansibarischen Krieg, nachdem der Sultan von Sansibar sich mit dem Deutschen Reich verbünden wollte. Dieser ging mit einer Dauer von 38 Minuten als „der kürzeste Krieg aller Zeiten“ in die Geschichte ein und endete mit einem britischen Sieg.
Während der Kolonialzeit etablierte die deutsche Kolonialherrschaft die Hafenstadt Mwanza und baute die Usambarabahn. Deutsch-Ostafrika war die größte deutsche Kolonie nach Fläche und Einwohnerzahl. Nach dem Aufstand der teilweise arabisch-stämmigen Swahili, deren Vorherrschaft an der Küste mit dem deutschen Einfall endete, wurde 1892 auch ein Aufstand der Bantu niedergeschlagen. Deutschland beutete das Gebiet wirtschaftlich aus und errichtete eine Plantagenwirtschaft. 1905 wurde die Sklaverei abgeschafft und im selben Jahr begann der Maji-Maji-Aufstand, der zwei Jahre später von deutschen Truppen endgültig niedergeschlagen wurde. Danach verstärkten die Kolonialherren ihre Bemühungen zum Aufbau der Infrastruktur in der Kolonie; im Verlauf des Ersten Weltkriegs verlor Deutschland 1916 jedoch die Kontrolle über das Gebiet.
Nach der Niederlage Deutschlands im Ersten Weltkrieg wurde Deutsch-Ostafrika durch den Vertrag von Versailles aufgeteilt. Abgesehen von Ruanda-Urundi, das Belgien zugesprochen wurde, und dem kleinen Kionga-Dreieck, das Portugiesisch-Mosambik zugesprochen wurde, wurde das Gebiet unter britische Kontrolle gestellt und fortan als Tanganjika bezeichnet. Nach dem Ende des Zweiten Weltkriegs wurde Tanganjika 1961 unabhängig und vereinigte sich drei Jahre später mit Sansibar zu Vereinigten Republik Tansania. Im Dezember 1961 nahm das Land diplomatische Beziehungen zur Bundesrepublik Deutschland auf und bereits in den 1960er Jahren wurden Abkommen zur wirtschaftlichen Zusammenarbeit geschlossen. Nach dem Ende der Hallstein-Doktrin begann Tansania auch mit der Deutschen Demokratischen Republik diplomatische Beziehungen aufzunehmen.
Nach der deutschen Wiedervereinigung verlegte Tansania seine Botschaft von Bonn in das heutige Botschaftsgebäude in Charlottenburg-Wilmersdorf.

## Wirtschaftliche Beziehungen
Ab den 2000er Jahren verzeichnete Tansania ein beachtliches wirtschaftliches Wachstum und wurde damit für die deutsche Wirtschaft von gewissem Interesse. 2018 eröffneten die Deutschen Auslandshandelskammern ein Büro in Daressalam. Das gemeinsame Handelsvolumen lag im Jahr 2021 bei knapp 236 Millionen Euro. Deutschland exportiert nach Tansania hauptsächlich Maschinen, chemische Erzeugnisse und Nahrungsmittel und importiert im Gegenzug u. a. Getränke, Tabak, Rohstoffe und Nahrungsmittel.

## Entwicklungszusammenarbeit
Deutschland ist ein wichtiger Geber im Bereich der Entwicklungszusammenarbeit (EZ), wobei der Fokus auf den Bereichen Biodiversität, Wasser- und Energieversorgung, Good Governance und Gesundheit liegt. Deutschland ist der zweitgrößte Geber für Umwelt- und Naturschutz in Tansania nach den Vereinigten Staaten. Von 2015 bis 2017 lagen die deutschen Mittel bei 158,5 Millionen Euro, womit Tansania zu den größten Empfängern deutscher EZ-Mittel gehört.

## Kulturelle Beziehungen
Kulturelle Beziehungen entstanden bereits in der Kolonialzeit und einige deutsche Begriffe haben sich im Kisuaheli etabliert wie shule (Schule), hela (Geld) und nusu kaputi (wörtlich: halb kaputt = Vollnarkose). Nach dem Ersten Weltkrieg wurden die meisten deutschen Siedler, Missionare und Beamte allerdings ausgewiesen und die kulturellen Beziehungen konnten erst mit der Unabhängigkeit Tansanias wieder etabliert werden. Schon kurz nach Aufnahme der diplomatischen Beziehungen wurde ein Goethe-Institut in Daressalam eröffnet. Seit 1982 fördert das Auswärtige Amt im Rahmen eines Kulturerhalt-Programms neben anderen auch Projekte mit Bezug zur Kolonialzeit.
Es gibt zahlreiche Kirchen-, Schul-, Universitäts- sowie Städtepartnerschaften zwischen beiden Ländern, darunter eine Partnerschaft von Potsdam mit Sansibar-Stadt und eine von Hamburg mit Daressalam. An der Universität Daressalam wurde in Kooperation mit der Universität Bayreuth ein tansanisch-deutsches Fachzentrum für Rechtswissenschaften etabliert.

## Diplomatische Standorte
- Deutschland hat eine Botschaft in Daressalam.[8]
- Tansania hat eine Botschaft in Berlin.[9]

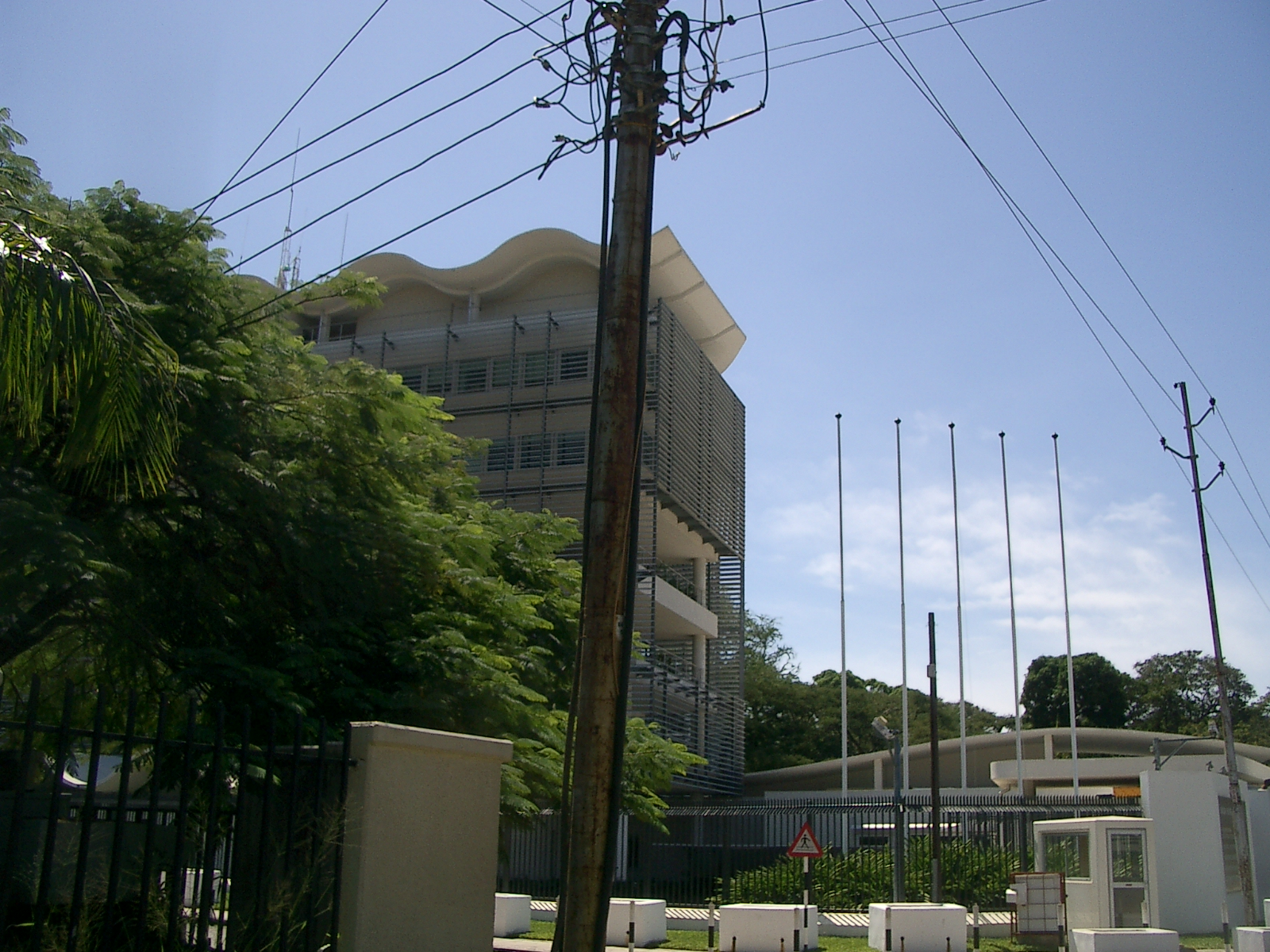
Deutsche Botschaft in Daressalam
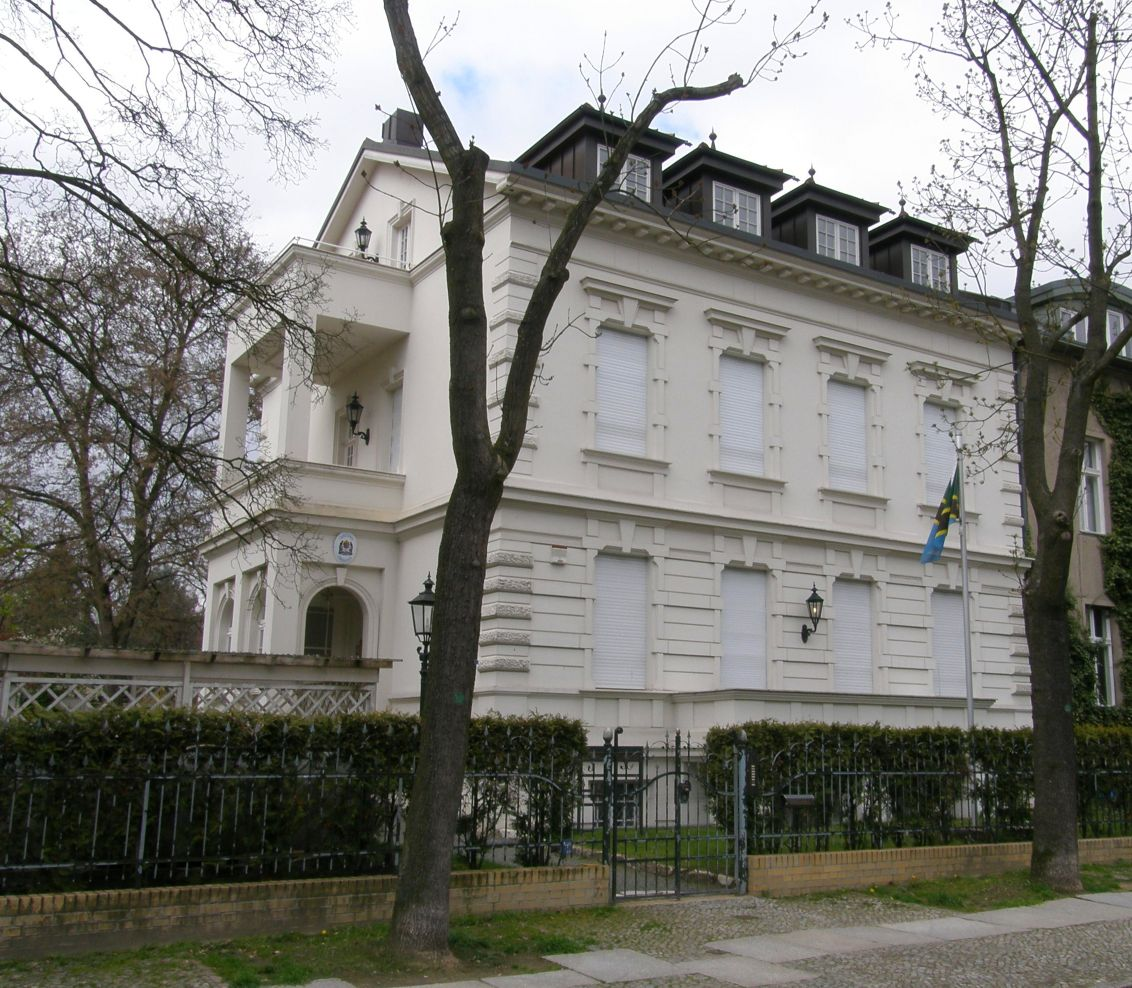
Tansanische Botschaft in Berlin